# Медаль і премія Макса Борна
Медаль і премія Макса Борна (англ. Max Born Medal and Prize) — наукова нагорода, яку щорічно присуджують Німецьке фізичне товариство (DPG) і британський Інститут фізики (IOP) на честь німецького фізика Макса Борна, який зробив значний внесок у розвиток квантової механіки.
Нагороду було запроваджено у 1972 році після смерті Борна у 1970 і перше вручення відбулось у 1973 році.
За умовою нагородження вона «вручається за видатний внесок у фізику». Нагорода призначена для фізиків з Німеччини, Великої Британії та Ірландії. До премії додається срібна медаль близько 6 см у діаметрі і 0,5 см товщиною. На одному боці зображено профіль Макса Борна з іменем і датами життя. На другому боці зображене рівняння pq — qp = h/2πi та повні назви IOP і DPG. Повне ім'я лауреата та рік нагородження карбуються на боковій поверхні медалі. Сума винагороди становить €3000.

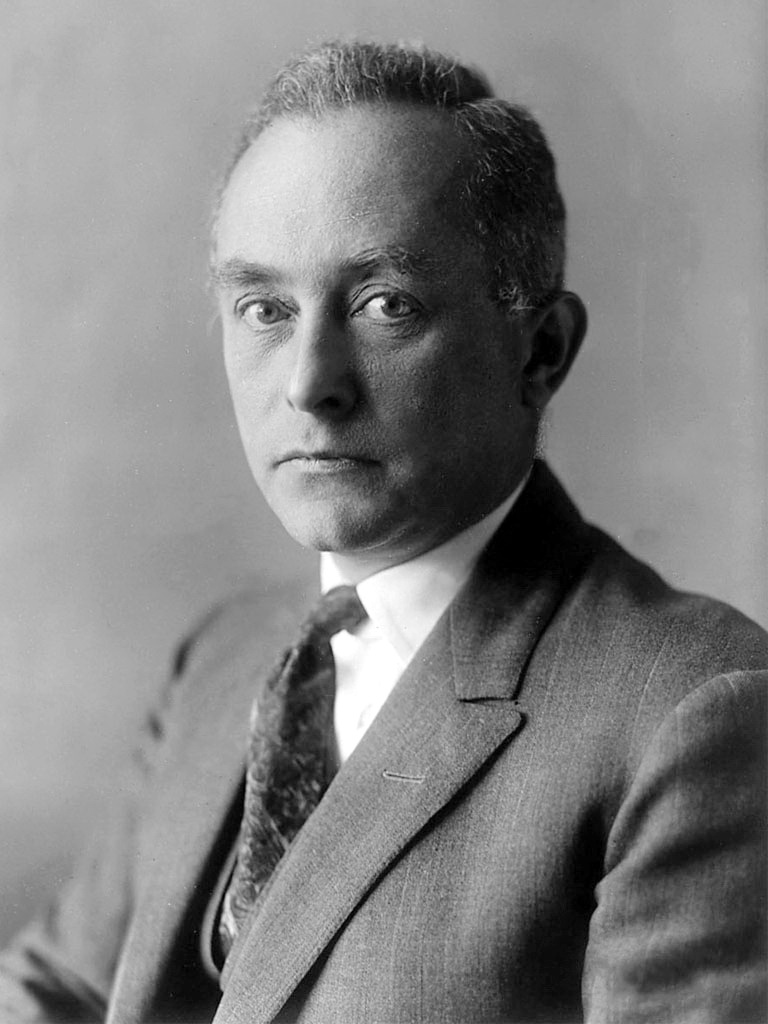
Макс Борн бл. 1930—1940

## Список лауреатів
Нагороду отримували:
- 1973 Роджер Ковлі[en]
- 1974 Вальтер Ґрайнер
- 1975 Trevor Moss
- 1976 Германн Гакен[en][7][8][9]
- 1977 Вальтер Спір[en]
- 1978 Герберт Вальтер[de]
- 1979 Джон Браян Тейлор[en]
- 1980 Helmut Faissner
- 1981 Сиріл Домб[en]
- 1982 Вольфганг Кайзер[de]
- 1983 Ендрю Келлер[en]
- 1984 Амманд Фесслер[de]
- 1985 Джордж Ісаак[en]
- 1986 Йозеф Штуке[de]
- 1987 Сиріл Гілсум[en]
- 1988 Пітер Амбрастер[en]
- 1989 Роберт Вільямс[en]
- 1990 Ернст Ґебель[10]
- 1991  Гілберт Джордж Лонзаріч[en]
- 1992  Йоахім Хайнце[de]
- 1993 Девід Ганна[en]
- 1994  Вольфганг Демтредер[en]
- 1995 Michael H Key
- 1996  Юрген Млинек [en]
- 1997 Робін Маршалл[en]
- 1999 Джон Дейнтон [en]
- 2000  Рольф Фельст[de]
- 2001  Фолькер Гейне[en]
- 2002 Зігфрід Дітріх[de][11]
- 2003 Браян Фостер[en]
- 2004  Матіас Шеффлер[de][12]
- 2005 Michael William Finnis
- 2006  Дітер Бімберг [de]
- 2007 Ален Мартін[en][13]
- 2008 Гаґен Кляйнерт[en]
- 2009 Робін Девеніш[en]
- 2010 Саймон Вайт
- 2011 Девід Вудруфф[en]
- 2012  Мартін Бодо Пленіо [en]
- 2013 Макс Кляйн[de][14]
- 2014 Александер Ліхтенштейн[de][15]
- 2015  Андреа Каваллері[en][16][17]
- 2016  Крістіан Пфляйдерер [de][18][19]
- 2017 Карлос Френк[20]
- 2018 Анхель Рубіо[en][17][21][22][23]
- 2019  Майкл Кої[en][24]
- 2020 Анна Келер[en][25]
- 2021 Хіранья Пейріс [en][25]
- 2022 Клаудія Фельсер[en]
- 2023 Стефан Зельднер-Рембольд[de]
- 2024 Інґрід Мертіг[en][26]